# Embriopatia retinoidowa
Embriopatia retinoidowa (płodowy zespół retinoidowy, ang. fetal retinoid syndrome, retinoic embryopathy) – zespół wad wrodzonych powstałych w związku z teratogennym działaniem doustnych retinoidów, izotretynoiny i etretynatu. Oba leki zostały dopuszczone na rynek europejski i amerykański w 1982 roku; opis embriopatii retinoidowej przedstawiono na łamach New England Journal of Medicine w październiku 1985 roku.

## Fenotyp
Dziecko z zespołem wad po wewnątrzmacicznej ekspozycji na retinoidy może mieć następujące wady:
- Cechy dysmorficzne twarzy i wady czaszki
  - mikrocja/anocja
  - agenezja lub wyraźna stenoza przewodów słuchowych zewnętrznych
  - hiperteloryzm
  - wklęsły grzbiet nosa
  - mikrognacja
  - rozszczep podniebienia
  - nisko osadzone uszy
- wady ośrodkowego układu nerwowego
  - wodogłowie
  - malformacja Dandy'ego-Walkera
  - małogłowie
  - małoocze
  - wady móżdżku
    - hipoplazja
    - mikrodysgenezja

  - wady kory mózgowej
  - ślepota korowa
  - porażenie nerwu twarzowego
  - hipoplazja nerwu wzrokowego
  - wady siatkówki
  - rozszczep kręgosłupa
  - opóźnienie umysłowe
- wady sercowo-naczyniowe:
  - całkowite przełożenie wielkich pni tętniczych
  - tetralogia Fallota
  - ubytek przegrody międzykomorowej
  - ubytek przegrody międzyprzedsionkowej
  - koarktacja aorty
  - hipoplazja lewej komory
  - zaprzełykowa prawa tętnica podobojczykowa
- wady grasicy
  - ektopia
  - hipoplazja
  - aplazja
- oczopląs
- obniżone napięcie mięśniowe
- nieprawidłowości wątroby
- bruzda małpia na dłoni
- wady redukcyjne kończyn.